# Douglasville
Douglasville es una ciudad ubicada en el condado de Douglas en el estado estadounidense de Georgia. En el año 2000 tenía una población de 20.065 habitantes.

## Geografía
Douglasville se encuentra ubicada en las coordenadas33°44′59″N 84°43′23″O / 33.74972, -84.72306 (33.749824, -84.723190).
Según la Oficina del Censo, la localidad tiene un área total de 21,5 km² (8,3 mi²), de la cual 21,4 km² (8,3 mi²) es tierra y 0,1 km² (0 mi²) (0.80%) es agua.

## Demografía
Según la Oficina del Censo en 2000 los ingresos medios por hogar en la localidad eran de $45,289, y los ingresos medios por familia eran $52,340. Los hombres tenían unos ingresos medios de $37,464 frente a los $27,038 para las mujeres. La renta per cápita para la localidad era de $22,283. 